# Чемпионат мира по шоссейным велогонкам 1934
14-й чемпионат мира по шоссейному велоспорту проходил в немецком городе Лейпциг 18 августа 1934 года. Чемпионом мира среди профессионалов стал бельгиец Карел Каэрс.

## Детали
Чемпионат мира 1934 года прошел в немецком городе Лейпциг . В нём участвовало 55 велогонщиков, включая 26 профессионалов и 29 любителей. Профессионалам предстояло преодолеть дистанцию в 225,6 км, а любителям в 112 км.
Среди профессионалов победу одержал бельгиец Карел Каэрс, став самый молодой чемпион мира среди профессионалов в возрасте 20 лет, двух месяцев и 15 дней. Он опередил итальянца Леарко Гуэрра и Жюстава Даниэля из Бельгии. Из 26 стартовавших в гонке, финишировали 15 велогонщиков.
Среди любителей победу одержал нидерландец Корнелис Пелленарс, вторым финишировал француз Андре Дефорж, третий — бельгиец Поль-Эмиль Андре. Количество стартовавших в гонке неизвестно, финишировали 29 велогонщиков.

## Программа чемпионата
| Дата            | Дисциплина              | Маршрут           | Дистанция       | Круги           |
| Групповые гонки | Групповые гонки         | Групповые гонки   | Групповые гонки | Групповые гонки |
| --------------- | ----------------------- | ----------------- | --------------- | --------------- |
| 18 августа      | Мужчины — Профессионалы | Лейпциг — Лейпциг | 225,6 км        | 24              |
| 18 августа      | Мужчины — Любители      | Лейпциг — Лейпциг | 112 км          | 12              |

## Призёры
Согласно: 
| Велогонка     | Золото                          | Золото   | Серебро                | Серебро  | Бронза                     | Бронза   |
| ------------- | ------------------------------- | -------- | ---------------------- | -------- | -------------------------- | -------- |
| Мужчины       |                                 |          |                        |          |                            |          |
| Профессионалы | Карел Каэрс · Бельгия           | 5ч45'15" | Леарко Гуэрра · Италия | + 0' 00" | Жюстав Данеэль · Бельгия   | + 0' 00" |
| Любители      | Корнелис Пелленарс · Нидерланды | 2ч43'02" | Андре Дефорж · Франция | + 0' 00" | Поль-Эмиль Андре · Бельгия | + 0' 00" |

## Медальный зачёт
| Место          | Страна         | Золото | Серебро | Бронза | Всего |
| -------------- | -------------- | ------ | ------- | ------ | ----- |
| 1              | Бельгия        | 1      | 0       | 2      | 3     |
| 2              | Нидерланды     | 1      | 0       | 0      | 1     |
| 3              | Италия         | 0      | 1       | 0      | 1     |
| 3              | Франция        | 0      | 1       | 0      | 1     |
| Всего стран: 4 | Всего стран: 4 | 2      | 2       | 2      | 6     |